# کوین‌بیس
کوین‌بیس (به انگلیسی: Coinbase) یک صرافی ارز دیجیتال است که مقر آن در سان فرانسیسکو، کالیفرنیا است. این شرکت مبادله بیت کوین، بیت کوین کش، اتریوم و لایت کوین به ارزهای حدود ۳۲ کشور و معاملات و ذخیره‌سازی ارز دیجیتال در ۱۹۰ کشور در سراسر جهان را انجام می دهد.
صرافی کوین بیس را می توان به عنوان دومین صرافی بزرگ جهان تلقی کرد. کوین بیس یک صرافی متمرکز است. 

## کارمزد و هزینه صرافی متمرکز کوین بیس
یکی از بزرگترین نقص هایی که می توان از صرافی کوین بیس گرفت بالا بودن میزان کارمزد معاملات آن است. کارمزد معاملات در کوین بیس 0.50% به علاوه هزینه های اضافی بر حسب روش پرداخت است. اگر بخواهیم به طور میانگین حساب کنیم که کارمزد در صرافی کوین بیس چه میزان هست می توان این مبلغ را برای هر معامله 4% درصد تخمین زد.